# Charleston, New York
Charleston är en kommun i Montgomery County i delstaten New York, USA.